# 李芳 (网球运动员)
李芳（1973年1月1日—），湖南衡阳人，中国退役女子网球运动员。她曾获得1994年亚洲运动会网球比赛混合双打金牌、女子双打银牌和女子团体铜牌。她也参加了1992年夏季奥运会。